# Alhurra

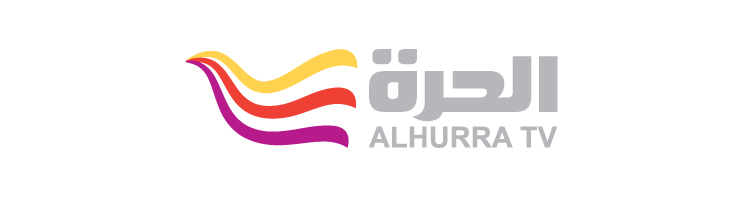
Logo sinds 2010

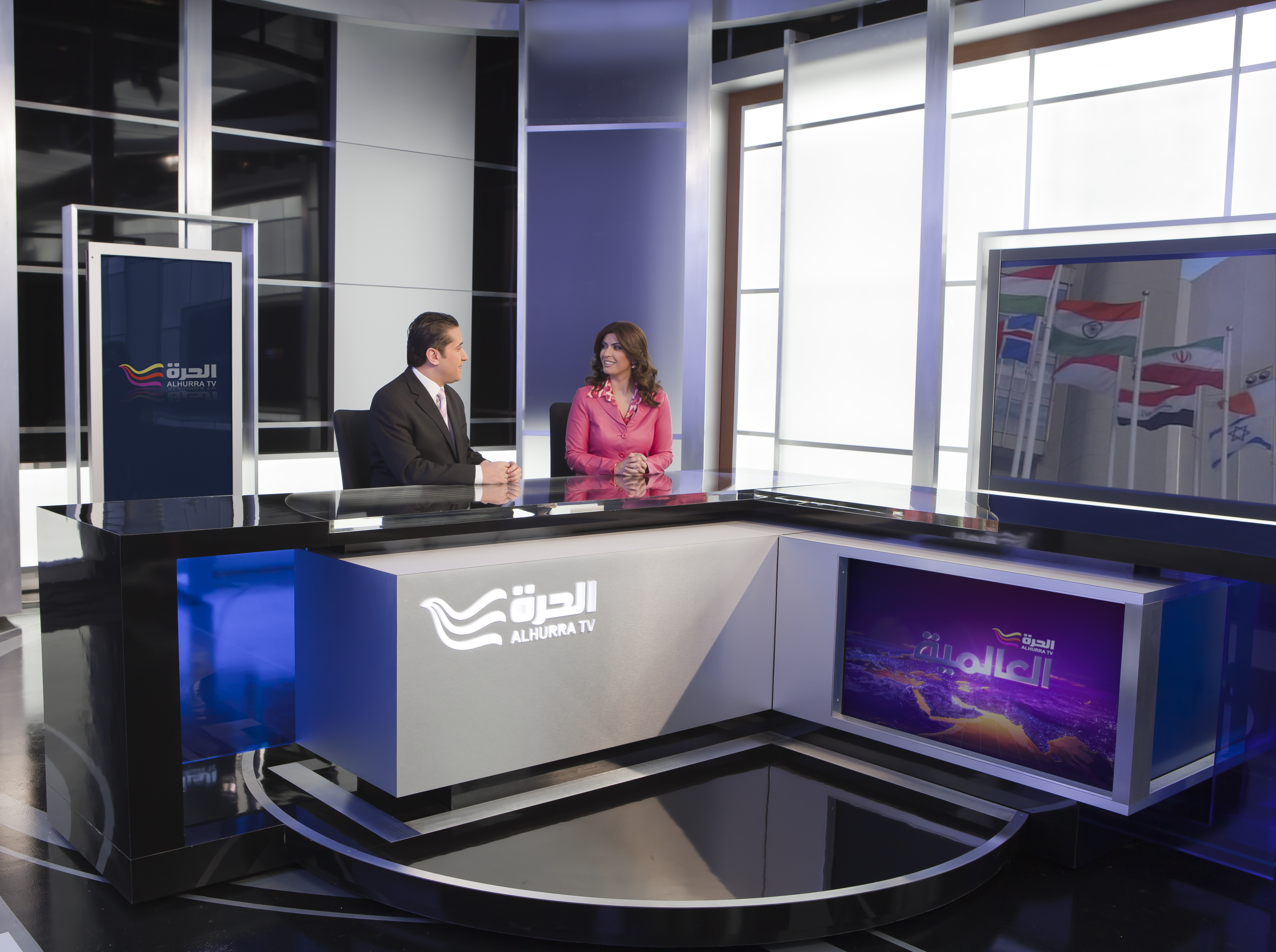
Studio in 2011

Al-Hurra (Arabisch: الحرّة) is een televisiezender, gefinancierd door het Congres van de Verenigde Staten, die programma’s in de Arabische taal uitzendt gericht op publiek in het Midden-Oosten en Noord-Afrika. 
De zender stelt zich ten doel "objectieve, accurate en relevante informatie en nieuws" te verspreiden en daarmee "democratische waarden te ondersteunen" en "het spectrum aan ideeën, opinies en invalshoeken" zoals dat in de eigen media in die regio beschikbaar is "te vergroten".  